# Protomedeia popovi
Protomedeia popovi är en kräftdjursart som beskrevs av Gurjanova 1951. Protomedeia popovi ingår i släktet Protomedeia och familjen Isaeidae. Inga underarter finns listade i Catalogue of Life.